# Košenil crveno A
Košenil crveno A ili Ponceau 4R je umjetno crveno bojilo (indeks boje C.I. 16255) iz skupine azo-bojila, dodatak hrani ili prehrambeni aditiv označen E-brojem E124. Na temelju kemijske srodnosti s azo-bojilima pretpostavlja se da može izazvati alergiju, posebno ako je riječ o osobama osjetljivima na salicilnu i benzojevu kiselinu (E210) ili onima koje boluju od astme. U kombinaciji s benzojevom kiselinom (E210) može uzrokovati sindrom hiperaktivnosti kod djece. Odlukom Europskog parlamenta koja je od godine 2010. obvezujuća za sve zemlje članice Europske unije, na deklaraciji namirnica kojima je dodano jedno od sljedećih bojila: E102, E104,E110, E122, E124, E129, mora stajati upozorenje: "Može uzrokovati poremećaj aktivnosti i pažnje djece". Izbjegavati!

## Prihvatljivi dnevni unos ili ADI
U svrhu zaštite potrošača i s ciljem smanjenja zdravstvenih rizika za aditive se određuje prihvatljivi dnevni unos - ADI (eng. Acceptable Daily Intake). To je količina aditiva za koju se smatra da je potrošač može unositi u organizam bez štetnih posljedica po zdravlje. ADI se izražava u miligramima nekog aditiva po kilogramu tjelesne težine, a temelji se na rezultatima pokusa na životinjama u kojima se izračunavaju količine aditiva koje ne narušavaju zdravlje laboratorijskih životinja, to jest takozvani Observed Adverse Effective Level (NOAEL). Te vrijednosti preračunavaju se u dnevnu dozu za ljude (ADI/PDU) tako da se obično umanjuju sto puta. 
Prihvatljivi dnevni unos za košenil crvenu A je 0,7 mg/kg tjelesne težine.
| Dopuštena upotreba | Količina  |
| --- | --------- |
| Fini pekarski proizvodi (biskviti, kolači, vafli...), smrznuti aromatizirani deserti (sladoledi), bombonski proizvodi i slične slastice, dekoracije, ukrasi, preljevi, deserti, uključujući i aromatizirane mliječne proizvode, pripravci namijenjeni kontroli tjelesne mase, pripravci koji se upotrebljavaju pod medicinskim nadzorom | 50 mg/kg  |
| Bezalkoholni aromatizirani napitci | 50 mg/L   |
| Džem, domaća marmelada, pekmezi i slični voćni namazi, grickalice:začinjeni proizvodi za grickanje i orašasti plodovi sa začinskim smjesama | 100 mg/L  |
| Grickalice: začinjeni plodovi za grickanje, orašasti plodovi sa začinskim smjesama | 100 mg/kg |
| Gorka soda, gorko vino Americano, dodaci prehrani u tekućem obliku | 100 mg/L  |
| Španjolski mesni namaz Sobrassada | 200 mg/kg |
| Neka alkoholna pića, aromatizirana pića na osnovi vina, aromatizirani vinski koktelski proizvodi | 200 mg/L  |
| Vrsta španjolske kobasice/salame Chorizo-kobasica, Salchichon, pretkuhani rakovi | 250 mg/kg |
| Senf, dodatci prehrani u krutom obliku | 300 mg/kg |

## Košenil
Košenil ili košenilska uš, lat. Dactylopius cacti (fra. cochenille od španj. cochinilla) je kukac iz reda polukrilaca (lat. Hemiptera), porodica crvaca (Coccoidae). Živi na kaktusu Nopalea coccinellifera ili na opunciji (indijska smokva). Podrijetlom je iz Meksika, a prenesen je i u druge tople krajeve (Kanarski otoci, Alžir, Java). Od osušenih tijela ženki dobiva se karminska boja košenila, koja služi za proizvodnju karmina i karminske kiseline; prije se upotrebljavala za bojenje vunenih i svilenih tkanina.

## Slike
|                                               |                                                                                              |                                                                  |                             |
| Žene rade sobrassadu (Son Ferriol, Mallorca). | Amine Floride voda za ispiranje usta. Košenil crveno A je zaslužno za crvenu boju proizvoda. | Karmin se dobiva od osušenih ženki biljnih ušenaca Coccus cacti. | Španjolske kobasice Chorizo |